# Flughafen Jomo Kenyatta International

i7
i11
i13
Der Flughafen Jomo Kenyatta International (IATA-Code: NBO, ICAO-Code: HKJK; früher Embakasi Airport) ist der internationale Verkehrsflughafen der kenianischen Hauptstadt Nairobi. Der Flughafen dient als Drehkreuz der Fluggesellschaften Kenya Airways und Jubba Airways. Er ist mit über 5,8 Millionen Reisenden im Jahr 2011 der größte Flughafen in Ost- und Zentralafrika.

## Geschichte

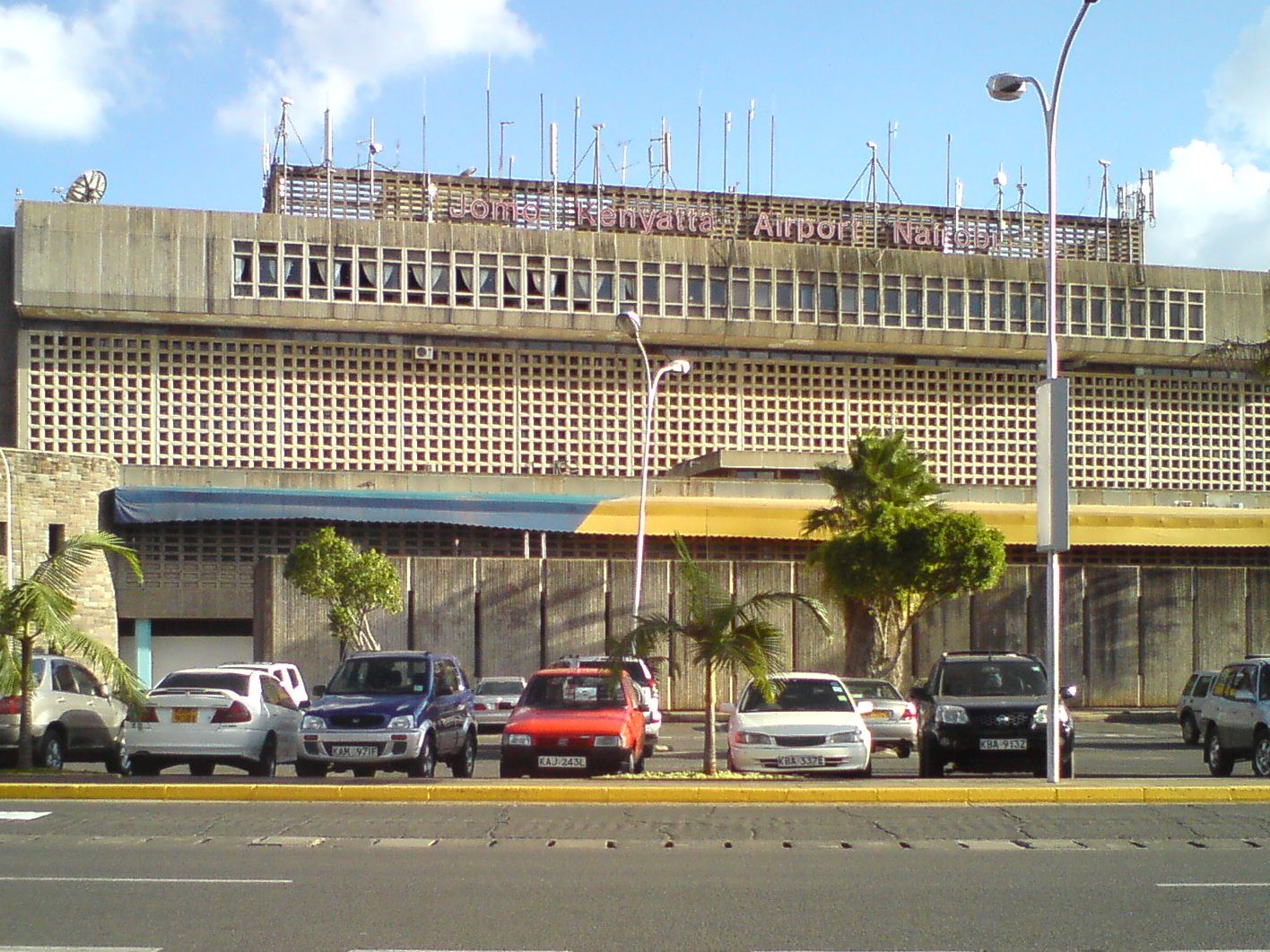
Außenansicht des Terminals

Der Bau des Flughafens erfolgte zu Teilen durch Zwangsarbeit der kenianischen Bevölkerung in den 50er Jahren. Als Teil der Zerschlagungsstrategie des Mau-Mau-Krieges wurden große Teile der Bevölkerung (insbesondere, aber nicht nur, Männer der Kikuyu) gefangen genommen und zu Zwangsarbeit verpflichtet. Da es von Seiten der Regierung Zeitdruck gab, den Flughafen bald fertigzustellen und es einen hohen Bedarf an Arbeitskräften gab, war es verbreitet, die Gefangenen zu Tode zu arbeiten. Arbeits- und Lebensumstände waren so unmenschlich, dass es ebenso einige dokumentierte Fälle von Suizid und Selbstverstümmelung gab.
Der Flughafen wurde im Mai 1958 vom damaligen Gouverneur, Evelyn Baring, 1. Baron Howick of Glendale eröffnet. Eigentlich sollte Elizabeth Bowes-Lyon die Zeremonie leiten, war jedoch wegen eines Termins in Australien verhindert. Das Terminal wurde neu ausgebaut und der Flugbetrieb aufgenommen.
Bis 1978 hieß der Flughafen Nairobi-Embakasi und wurde dann nach dem ehemaligen Präsidenten Jomo Kenyatta benannt.
Die Verwaltung des Flughafens hat 2005 angekündigt, den Flughafen zu erweitern. Da die Marke von 4 Millionen Passagieren pro Jahr bereits erreicht wurde, sollen unter anderem die drei bestehenden Terminals ausgebaut sowie ein viertes Terminal neu errichtet werden. Ziel ist es, den Flughafen für 9,3 Millionen Passagiere tauglich zu machen.
Im Dezember 2009 erhielt die staatliche Betreibergesellschaft KAA Finanzierungszusagen über 186 Millionen US-Dollar (etwa 159 Millionen Euro), welche zu gleichen Teilen von der Europäischen Investitionsbank und der Agence française de développement getragen werden. Weitere 18 Millionen US-Dollar (etwa 15 Millionen Euro) werden von der Weltbank zur Verfügung gestellt.

## Abfertigungsgebäude
Der Flughafen verfügt über ein Terminal mit den drei Bereichen Unit 1, Unit 2 und Unit 3. Die Units 1 und 2 dienen allen internationalen Abflügen, im Unit 3 werden alle Inlandsflüge sowie die internationalen Ankünfte abgefertigt.

## Lage und Verkehrsanbindung
Der Flughafen liegt in der Stadt Embakasi, etwa zehn Kilometer östlich von Nairobi. Es gibt eine Autobahn, die direkt zum Flughafen führt.

## Zwischenfälle

### Unfälle
- Am 20. November 1974 verunglückte eine Boeing 747-100 der Lufthansa (Luftfahrzeugkennzeichen D-ABYB, Taufname Hessen) auf dem Lufthansa-Flug 540 beim Start vom Flughafen Nairobi. Auf Grund einer Fehlbedienung der Auftriebshilfen stürzte die Maschine kurz nach dem Abheben zurück auf den Boden, zerbrach in mehrere Teile und brannte teilweise aus. Von 157 Personen an Bord kamen dabei 59 ums Leben.[5]

- Am 4. Oktober 1976 wurde eine Douglas DC-7CF der in Mali registrierten Emirates Air Transport (TZ-ARC) im Anflug auf den Flughafen Nairobi-Embakasi gegen das 5199 Meter hohe Mount-Kenya-Massiv geflogen. Die Maschine befand sich auf einem Überführungsflug. Durch diesen Controlled flight into terrain (CFIT) wurden alle 4 Besatzungsmitglieder, die einzigen Insassen, getötet.[6]

- Am 6. Juli 1978 ließ sich an einer Canadair CL-44D4-6 der britischen Tradewinds Airways (G-BCWJ) das rechte Hauptfahrwerk nach dem Start von Mombasa beim Einfahren nicht verriegeln. Die Piloten der mit 20 Tonnen Zement beladenen Maschine wichen zum Flughafen Nairobi-Embakasi aus. Bei der dortigen Landung brach das rechte Hauptfahrwerk dann zusammen. Das Flugzeug wurde irreparabel beschädigt. Alle vier Besatzungsmitglieder, die einzigen Insassen auf dem Frachtflug, überlebten den Unfall.[7]

- Am 4. Dezember 1990 wurde eine Boeing 707-321C der Sudania Air Cargo (ST-SAC) beim Landeanflug etwa 5 Kilometer vor der Landebahn 06 ins Gelände geflogen, als sie bei schlechter Sicht mit einem Strommast kollidierte. Alle 10 Insassen, 7 Passagiere und 3 Besatzungsmitglieder, kamen bei dem Unfall ums Leben (siehe auch Flugunfall einer Boeing 707 der Sudania Air Cargo bei Nairobi).[8]

### Brand vom 7. August 2013
Am 7. August 2013 wurden bei einem Brand die Ankunftshalle und der Einreisebereich komplett zerstört. Reisende, Personal und die Bauarbeiter blieben unverletzt, es gab somit keine Opfer zu beklagen. Nach mehrstündiger Sperrung der Passagierabfertigung konnte der Inlandsverkehr und ein kleinerer Teil der Auslandsabfertigung über die unzerstörte Unit 3 des Terminals wieder aufgenommen werden. Am 10. Oktober 2013 gaben die Behörden bekannt, dass ein Kurzschluss das Feuer ausgelöst hatte. Im Juni 2015 wurde ein neues, voll funktionsfähiges aber temporäres Terminalgebäude in Betrieb genommen. Das Gebäude ist als Übergangslösung auf eine maximale Nutzungsdauer von 10 Jahren ausgelegt, bis die neu geplante permanente Anlage fertiggestellt sein wird.